# Rotstiftfunktion
Die Rotstiftfunktion oder Korrigieren von Zeichnungen und Dokumenten bezeichnet in der elektronischen Bearbeitung von Zeichnungen und elektronischen Dokumenten die Möglichkeit, diese mit Änderungshinweisen und Anmerkungen für den Ersteller zu versehen, ohne die Originaldatei zu verändern. Das ermöglicht die Zusammenarbeit verschiedener an einem Produktionsprozess Beteiligter.

## Textverarbeitung
Microsoft unterstützt mit dem Word Programm Anmerkungen, mit deren Hilfe die Korrektur und Zusammenarbeit verschiedener Autoren an einem Dokument vereinfacht. Dabei ist es möglich verschiedene Versionen eines Absatzes zu betrachten und Kommentare hierzu darzustellen.

## Computer-aided design (CAD)
Bei dem Prozess der Erstellung und Pflege von CAD-Zeichnungen werden diese dabei zunächst mit einem CAD-Zeichenprogramm erstellt. Das Lesen und Prüfen der Zeichnungen erfolgt dann mit CAD-Betrachter-Programmen, mit denen keine Änderungen an der ursprünglichen Zeichnung möglich sind. Die Rotstiftfunktion der Betrachter ermöglicht dann durch einfaches intuitives Freihandzeichnen mit der Maus oder durch Texteingabe die Eintragung von Änderungshinweisen und Anmerkungen für die Zeichnungsüberarbeitung.
Das technische Fundament für die Kommentierungstechnik bildet ein leistungsfähiger Viewer, der den Import zahlreicher Dateiformate ermöglicht. Ohne das Originaldokument zu verändern, wird gezeichnet wie auf einer Folie, die über dem Original liegt. Original und Einfügungen können dann in ein neues Dokument gespeichert werden.